# Skäggträsket
Skäggträsket är en sjö i Norsjö kommun i Västerbotten och ingår i Skellefteälvens huvudavrinningsområde. Sjön har en area på 0,514 kvadratkilometer och ligger 212,4 meter över havet. Sjön avvattnas av vattendraget Malån.

## Delavrinningsområde
Skäggträsket ingår i det delavrinningsområde (721507-167269) som SMHI kallar för Nedlagd mätstation. Medelhöjden är 244 meter över havet och ytan är 7,42 kvadratkilometer. Räknas de 82 avrinningsområdena uppströms in blir den ackumulerade arean 1 426,44 kvadratkilometer. Malån som avvattnar avrinningsområdet har biflödesordning 2, vilket innebär att vattnet flödar genom totalt 2 vattendrag innan det når havet efter 100 kilometer. Avrinningsområdet består mestadels av skog (83 procent). Avrinningsområdet har 0,51 kvadratkilometer vattenytor vilket ger det en sjöprocent på 6,9 procent.